# تلاقی آتش و بنزین
«تلاقی آتش و بنزین» (انگلیسی: Fire Meet Gasoline) ترانه‌ای از خواننده و ترانه‌پرداز استرالیایی، سیا، برای ششمین آلبوم استودیویی‌اش با عنوان ۱۰۰۰ شکل ترس (۲۰۱۴) است. این ترانه توسط سیا، گرگ کرستین و ساموئل دیکسون نوشته شده و تهیه‌کنندگی آن را نیز کرستین بر عهده داشته است. «تلاقی آتش و بنزین» در ۱۹ ژوئن ۲۰۱۵ به عنوان چهارمین و آخرین تک‌آهنگ این آلبوم در آلمان منتشر شد.

## جدول‌های موسیقی
| جدول (۲۰۱۵)                            | بالاترین جایگاه |
| -------------------------------------- | --------------- |
| استرالیا (ای‌آرآی‌ای)                    | ۶۰              |
| اتریش (او۳ تاپ ۴۰ اتریش)               | ۶۸              |
| بلژیک (اولتراتیپ فلاندرز)              | ۱۲              |
| بلژیک (اولتراتیپ والونی)               | ۴               |
| فرانسه (اس‌ان‌ئی‌پی)                      | ۳۹              |
| آلمان (جدول‌های رسمی آلمان)             | ۸۵              |
| لبنان (۲۰ آهنگ برتر رسمی لبنان)        | ۵               |
| سوئیس (شوایزر هیت‌پاراد)                | ۴۷              |
| تک‌آهنگ‌های بریتانیا (شرکت جدول‌های رسمی) | ۱۹۳             |

| جدول (۲۰۱۵)       | جایگاه |
| ----------------- | ------ |
| فرانسه (اس‌ان‌ئی‌پی) | ۱۷۹    |

## گواهی‌نامه‌ها
| منطقه                                   | گواهی | واحد گواهی‌شده/فروش |
| --------------------------------------- | ----- | ------------------ |
| کانادا (میوزیک کانادا)                  | طلا   | ۴۰٬۰۰۰             |
| رقم فروش+پخش جاری تنها بر پایهٔ گواهی‌ها. |       |                    |

## تاریخچه انتشار
| منطقه | تاریخ        | فرمت        | ناشر                   | منابع  |
| ----- | ------------ | ----------- | ---------------------- | ------ |
| آلمان | ۱۹ ژوئن ۲۰۱۵ | سی‌دی تک‌آهنگ | سونی میوزیک انترتینمنت | [ ۱۲ ] |